# Districtul Na Mon
Na Mon (în thailandeză นามน) este un district (Amphoe) din provincia Kalasin, Thailanda, cu o populație de 35.234 de locuitori și o suprafață de 245,3 km².

## Componență
Districtul este subdivizat în 5 subdistricte (tambon), care sunt subdivizate în 66 de sate (muban).
| Nr. | Nume        | În thailandeză | Sate | Locuitori |  |
| --- | ----------- | -------------- | ---- | --------- |  |
| 1.  | Na Mon      | นามน           | 15   | 9,254     |  |
| 2.  | Yot Kaeng   | ยอดแกง         | 18   | 8,248     |  |
| 3.  | Song Plueai | สงเปลือย        | 16   | 7,712     |  |
| 4.  | Lak Liam    | หลักเหลี่ยม       | 9    | 5,774     |  |
| 5.  | Nong Bua    | หนองบัว         | 8    | 4,246     |  |